# Mélusine Chappuis
Mélusine Chappuis (* um 1994 in Neuchâtel) ist eine Schweizer Jazzmusikerin (Piano, Komposition).

## Leben und Wirken
Chappuis wuchs in einer Musikerfamilie auf; ihr Vater ist klassischer Gitarrist und auch ihre Brüder lernten Musikinstrumente. Im Alter von sechs Jahren entdeckte sie das klassische Klavier für sich. Auf dem Gymnasium in Biel entschied sie sich dafür, Jazzmusikerin zu werden. Ab 2014 besuchte sie die Hochschule der Künste Bern, wo sie bei Colin Vallon, Stefan Aeby, Patrice Moret und Manuel Bärtsch studierte; 2019 absolvierte sie dort das Masterstudium.
Zwischen 2016 und 2020 leitete Chappuis das Chromatic Trio mit dem Bassisten Fabian Kraus und dem Schlagzeuger Xavier Almeida, das nach der Eigenproduktion Nocturne (2017) das Album False Symmetry (Unit Records 2019) mit ihren Kompositionen vorlegte und international auf Tournee war. Mit dem Flügelhornisten Paul Butscher und dem Schlagzeuger Xavier Almeida bildete sie das Trio Arbre, das 2022 sein Debütalbum Lunaires bei Unit Records veröffentlichte und 2023 den ZKB Jazzpreis gewann.